# Veinticinco de Mayo megye (Misiones)
Veinticinco de Mayo (spanyol nevének jelentése: május huszonötödike) egy megye Argentína északkeleti részén, Misiones tartományban. Székhelye Alba Posse.

## Népesség
A megye népessége a közelmúltban a következőképpen változott:
| Év   | Lakosság |
| ---- | -------- |
| 2001 | 27 157   |
| 2010 | 27 754   |